# لواء يفتاح

شعار اللواء

لواء يِفْتَاح (بالإنجليزية: Yiftah Brigade أو Yiftach Brigade) (اللواء الحادي في حرب 1948م) كان لواء مشاة إسرائيلي. اشتمل على كَتِيبَتَيْ بَلْمَاح (الأولى والسابعة)، ولاحقًا انضمت إليهم أيضًا الكتيبة الثانية التي كانت قد انتقلت من لواء النقب.
ويشير موقع البلماح الإلكتروني التِّذْكَاري إلى مقتل 274 من أعضاءه أثناء عملهم ضمن لواء يفتاح.

## عمليات عسكرية
شارك لواء يفتاح بالعمليات العسكرية الإسرائيلية التالية:
- عملية يفتاح
- عملية يورام
- عملية داني
- عملية يوآف
- قلعة النبي يوشع